# Mont-Saint-Jean (Sarthe)
Mont-Saint-Jean é uma comuna francesa na região administrativa do País do Loire, no departamento de Sarthe. Estende-se por uma área de 42.31 km². Em 2010 a comuna tinha 648 habitantes (densidade: 15,3 hab./km²).